# Анастасија Кирпичњикова
Анастасија Дмитријевна Кирпичњикова (рус. Анастасия Дмитриевна Кирпичникова; Јекатеринбург, 24. јун 2000) руска је пливачица чија ужа специјалност су дугопругашке трке слободним стилом у базенима, те маратонске трке на отвореним водама. Национална је рекордерка у трци на 1500 метара слободним стилом, вишеструка национална првакиња и носилац највишег спортског признања у својој земљи — „Мастер спорта међународне категорије”. 

## Спортска каријера
Кирпичњикова је пливање почела да тренира као седмогодишња девојчица, а са озбиљнијим тренинзима је започела када са 12 година. Успешан деби на међународној пливачкој сцени је имала на Европским играма у Бакуу 2015. где је освојила три медаље, по једну златну (штафета 4×200 слободно), сребрну (800) и бронзану (400 м) медаљу. Два месеца касније на Светском јуниорском првенству у Сингапуру осваја бронзану медаљу у трци штафета на 4×200 метара слободним стилом. У наредне две године наступала је на најважнијим јуниорским такмичењима на којима је освојила неколико медаља. 
У децембру 2017, на Европском првенству у малим базенима у Копенхагену је дебитовала у конкурекцији сениора. На сениорским светским првенствима је дебитовала у корејском Квангџуу 2019. где је учествовала у квалификационим тркама на 800 слободно (16) и 1.500 слободно (15. место). 
На Отвореном првенству Француске одржаном у децембру месецу 2020. у Сен Рафаелу убедљиво је победила у трци на 1.500 слободно, испливавши резултат од 15:53,18 минута, што је уједно био 20. најбољи резултат свих времена испливан у тој трци. 
На Европском првенству у Будимпешти 2021. остварила је велики успех освајањем три медаље, два сребра (800 и 1500 слободно) и једну бронзу (мешовита штафета на 4×200 слободно). На олимпијским квалификацијама у пливачком маратаону одржаним у Сетубалу средином јуна 2021. заузела је осмо место у трци на 10 километара и тако се квалификовала за наступ на ЛОИ у Токију. 